# الكنائس في مدينة الناصرة
كنائس الناصرة بسبب الاهمية الدينية لمدينة الناصرة كونها المدينة التي عاش فيها يسوع المسيح ومريم العذراء بنيت عدد من الكنائس ذات الاهمية الدينية للعالم المسيحي.

## كنيسة البشارة لللاتين

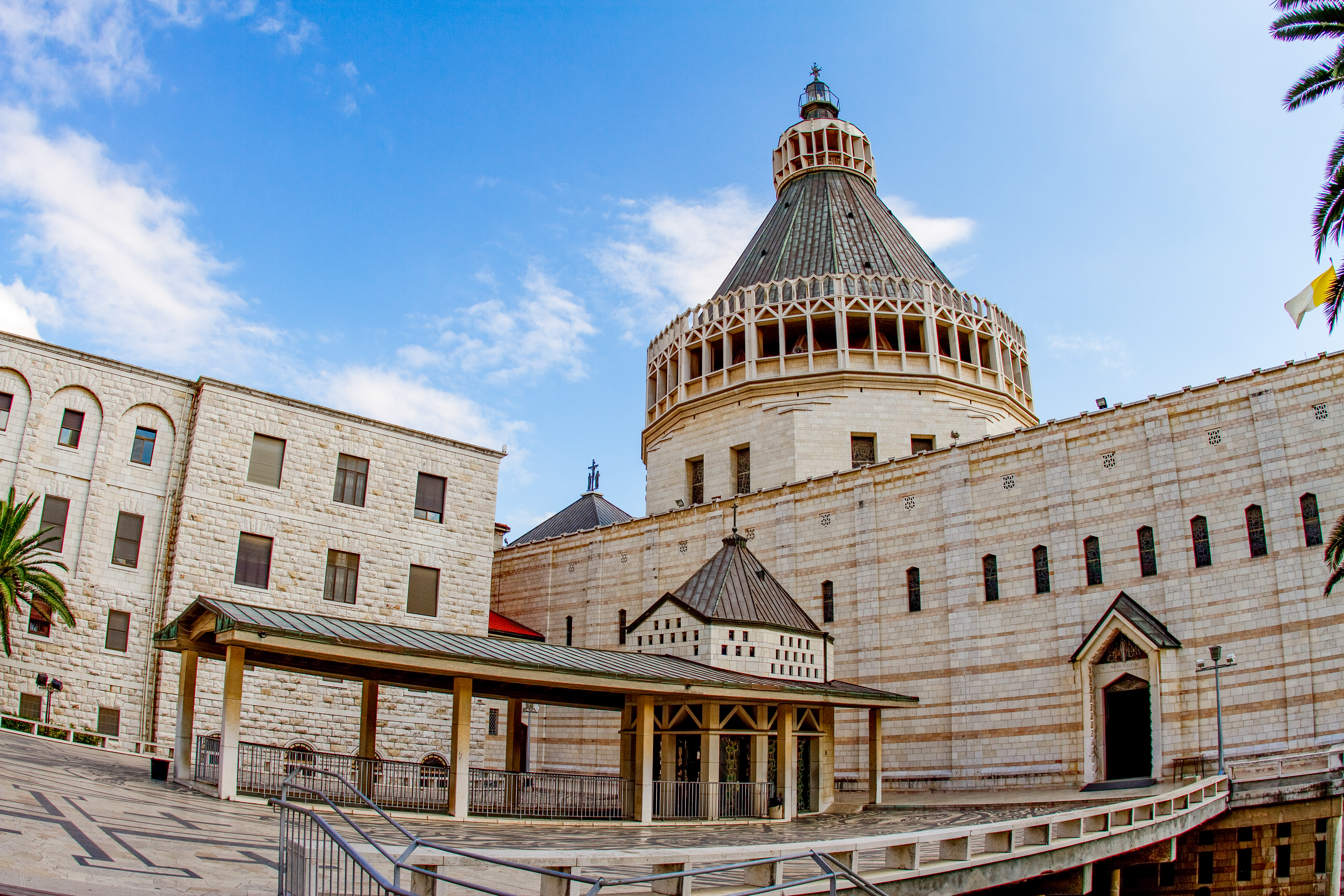
كنيسة البشارة لللاتين في الناصرة

بنيت هذه الكنيسة في 15 أكتوبر سنة 1630 على أنقاض كنيسة قديمة وفوق موقع بيت مريم العذراء والمغارة. كان للمغارة التي توجد داخل الكنيسة ثلاثة أبواب متقاربة، فتحت لغرض ما لا نعلمه. تقسم الكنيسة إلى ثلاثة أقسام، ومدخل الكنيسة في وسطها، وبعد التقدم إلى الداخل يظهر باب المغارة وفوقه صورة المسيح وعلى الجوانب درجين كلاهما من إثني عشر درجة يوصلان إلى سطح المغارة والهيكل الكبير حيث التماثيل والصور.
طول الكنيسة 21.5 متر وعرضها 15.25 متر.

## كنيسة البشارة للروم الأرثوذكس

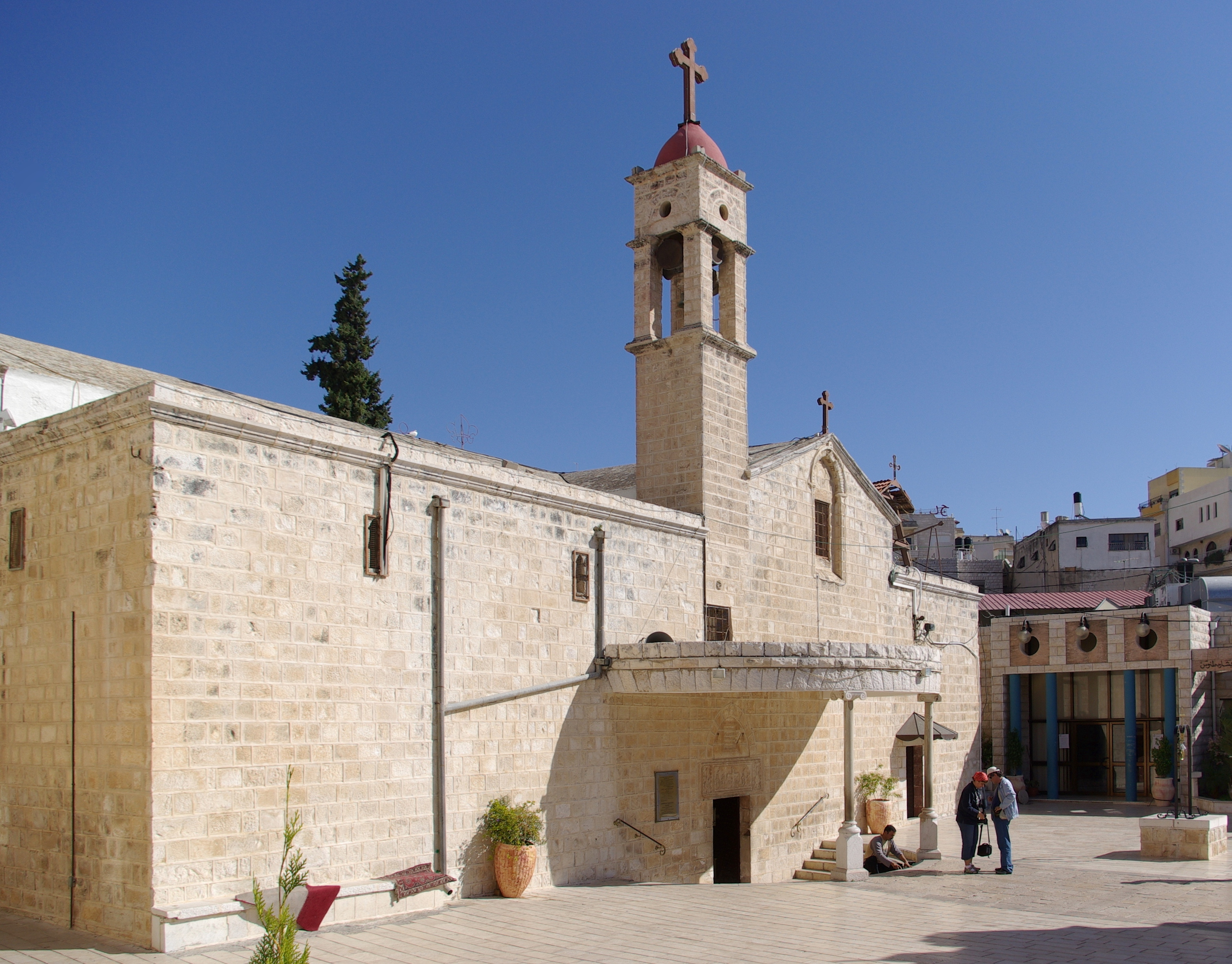
كنيسة البشارة للروم في الناصرة

تقع هذه الكنيسة فوق النبع الموجود داخل المغارة الذي كانت تستقي منه مريم العذراء، والذي لا يزال قائمًا حتى الآن داخل هذه الكنيسة التي تعرف أيضًا بكنيسة الملاك جبرائيل حيث بُشرت مريم العذراء بولادتها يسوع المسيح.
تقسم الكنيسة إلى قسمين: مبنى الصلاة المركزي من القرن الـ 18 والقسم القديم الذي بقي بحالة جيدة من القرن الـ 12، الذي يمكن الوصول إليه من خلال معبر مقوس مرصوف من الداخل ببلاط عثماني. نجد في القبو منبرا مرتفعا وخلفه المنبع الذي تتدفق منه مياه العين من فوق الكنيسة، عبر الكنيسة إلى السبيل الذي يقع في دوار مريم، المشهور أيضا باسم «بئر مريم». كتبت على الجدران عبارة تتحدث عن البشارة والعين. في المكان الذي يبدأ فيه الرواق نجد بئر ماء مرتفعًا لتسهيل استعماله على الحجاج الذين يأخذون المياه المقدسة من هنا. فوق المذبح لوحة للبشارة.
في طابق الكنيسة السفلي توجد مغاور تعود إلى القرن الأول وتشكل جزءًا من القرية القديمة، فيها جرن مع رموز لسر العماد ترقى إلى عهد الجماعة المسيحية الأولة وسبع درجات ترمز إلى مواهب الروح القدس، وبركة مرصوفة بالفسيفساء عليها رموز لستة أجواق الملائكة، والحجر في وسط البركة يرمز إلى المسيح، وعلى جدران البركة قناة صغيرة ترمز إلى نهر الأردن.

## كنيسة المجمع

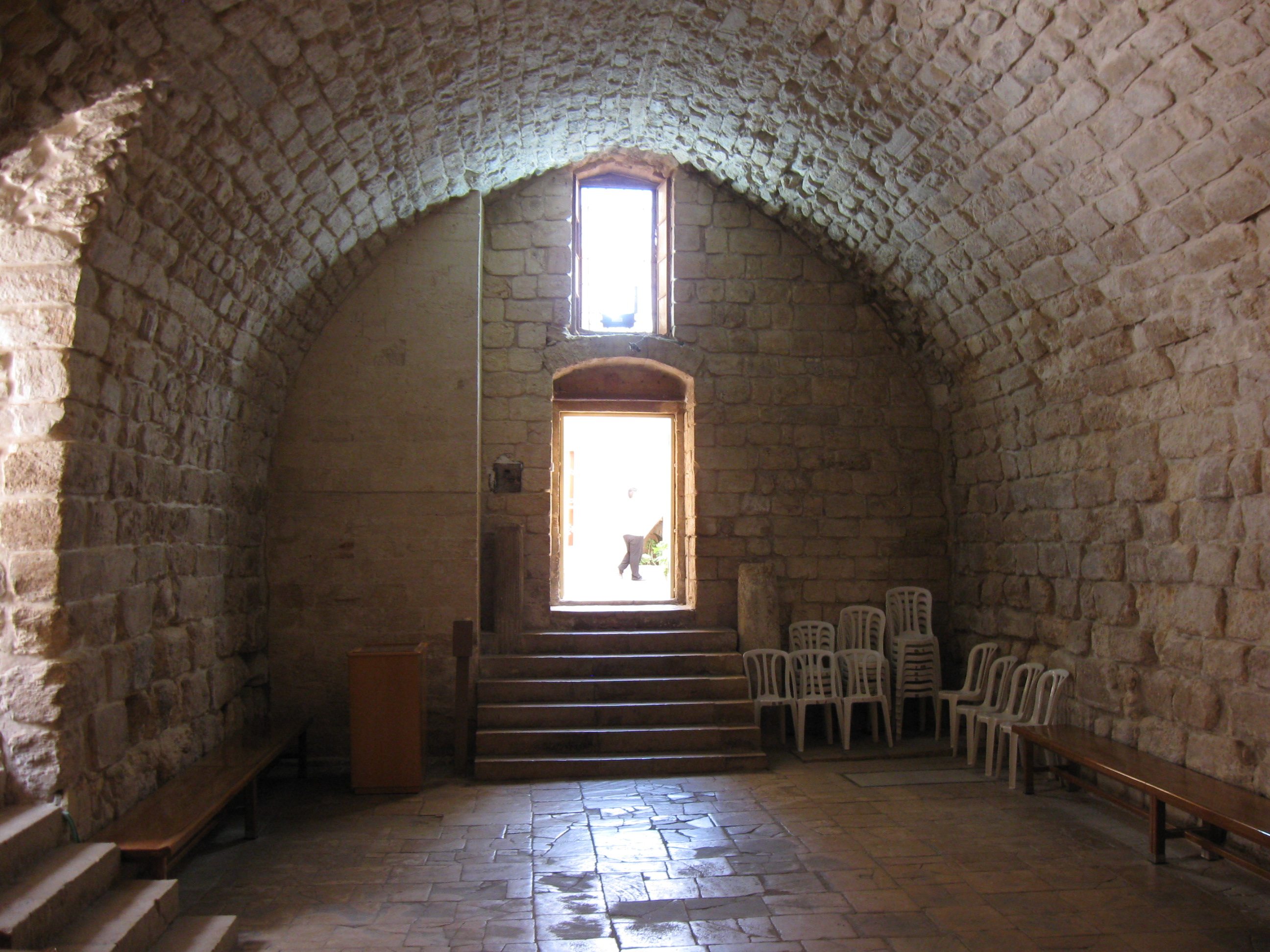
في داخل كنيسة المجمع

كنيسة المجمع، كما تسمى كنيسة الروم الملكيين (الكاثوليك)، تقع في قلب السوق وتوصل إليها ساحة صغيرة بين المحلات والحوانيت، ويكتب فوقها "The Synagogue" على لافتة. تعود قداسة هذا الكنيس القديم حسبما تروي التقاليد المسيحية إلى كون يسوع قد تعلم وصلى هناك. كذلك، في هذا الكنيس ألقى يسوع خطبته الشهيرة يوم السبت والتي أعلن فيها أمام أبناء قريته اليهود بأنه المسيح. وقد أغاظت هذه الخطبة المصلين فجروا يسوع جرا إلى جبل القفزة من أجل إلقائه من هناك، لكنه اختفى من الجبل. في الفترة البيزنطية بدأ يزور المكان مؤمنون مسيحيون وفي العصور الوسطى تحول الكنيس إلى كنيسة ونسبت له «خطبة السبت».

## كنيسة القديس يوسف (ماريوسف)

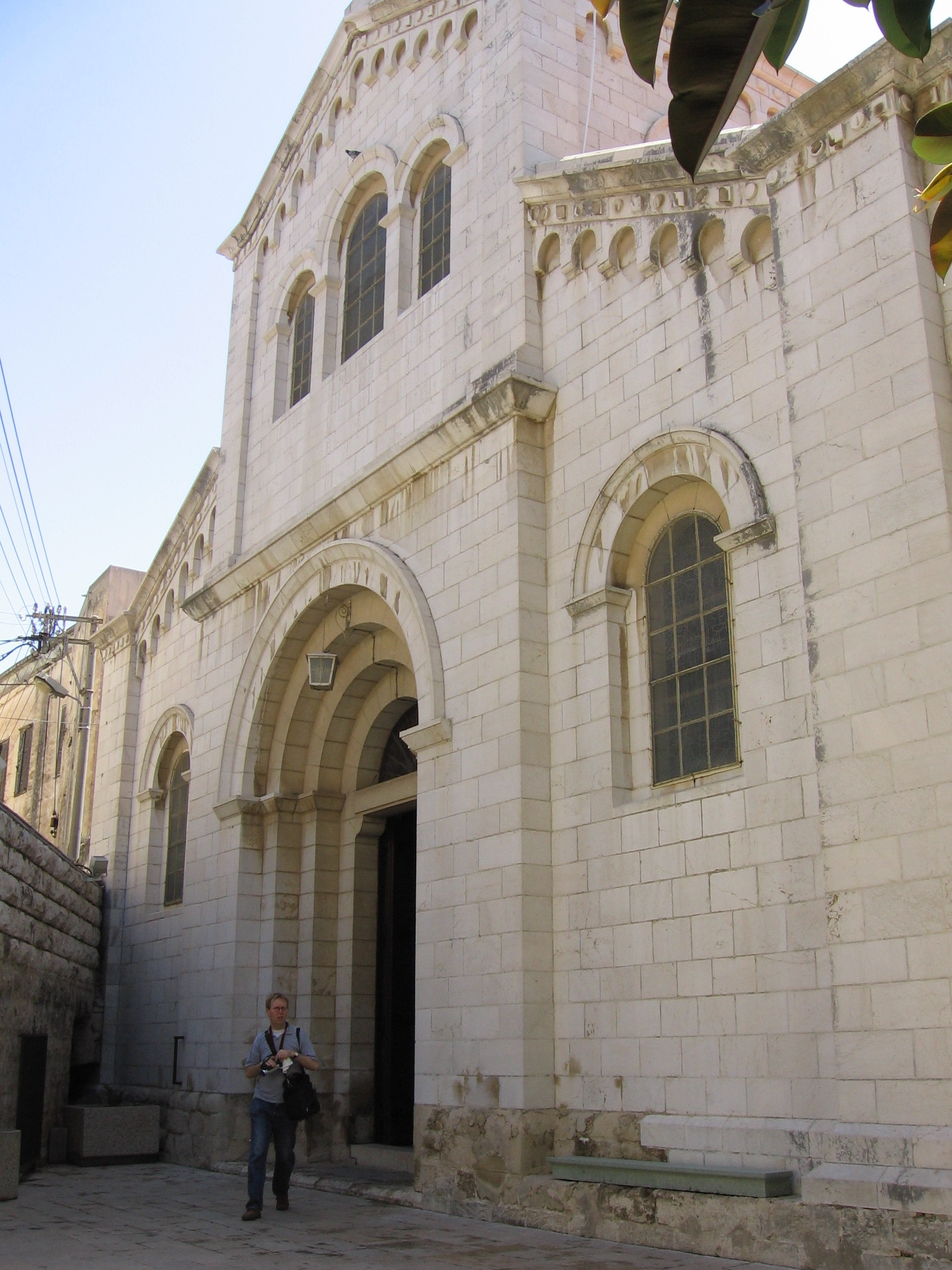
كنيسة القديس يوسف في الناصرة

بنيت كنيسة القديس يوسف على المكان الذي كانت فيه كما تروي التقاليد منجرة يوسف، زوج مريم، أم يسوع، كما تنسب بعض التقاليد المكان لبيت يوسف. قضى يسوع المسيح في هذه الكنيسة حياته الخفية، وحول اليهود المتنصرين هذا المكان إلى كنيسة منذ الأيام الأولى. ثم شيد البيزنطيون «كنيسة الرعاية» وفيها اكتشفت آثار بئر عام 1914، لكن بعد الاحتلال العربي، تحولت الكنيسة إلى بيت سكن إلى أن جاء الصليبيون فشيدوا مكان البيت كنيسة كبيرة، لكنها عادت بيت سكن بعد رحيلهم. اشترى الفرنسيسكان كل البيوت العربية في الناصرة عام 1600، وأعادوا بناء الكنيسة، ثم رمموها عام 1914. أقيمت هذه الكنيسة الفرنسيسكانية عام 1914 فوق بقايا كنائس أكثر قدمًا وهي تقع في باحة بازيليكا البشارة. في القبو (الطابق السفلي للكنيسة) يمكن رؤية بئر مياه قديمة، لوحات فسيفسائية، مغر ومخازن للغلال من بقايا الناصرة القديمة في القرنين الثاني والأول قبل الميلاد. إحدى المغر استعملت، حسبما تروي التقاليد، كمحل عمل ليوسف النجار. وهذه الكنيسة أيضا مثلها مثل كنيسة البشارة لللاتين، بنيت في مكان كانت فيه قرية الناصرة في فترة يسوع. في هذه الكنيسة يمكن ملاحظة الجذور اليهودية للمسيحية: في الماضي، قبل المصلون المسيحيون فرض العماد اليهودي وبنوا في الكنيسة بركا لهذا الغرض.

## كنيسة البلاطة
هذه الكنيسة القديمة التابعة للرهبان الفرنسيسكان، تقع في وسط المدينة وهي لا تستقبل الجمهور اليوم. صار المكان مطلوبا لدى الحجاج ابتداء من القرن السابع عشر بسبب صخرة حجرية كبيرة التي اعتبروها المائدة التي تناول عليها يسوع وتلاميذه الطعام. يُشار إلى أن هناك صخرة حجرية أخرى المائدة المشهورة موجودة في كنيسة القديس بطرس على ساحل بحيرة طبريا. وهكذا صرنا نجد في البلاد كنيستين باسم «منزا كريستي».
المائدة، المصنوعة من الحجر الجيري رممت طوال السنوات بسبب عادة المؤمنين المسيحيين أن يأخذوا منها قطعا تذكارية وأن ينقشوا أسماءهم عليها. بهدف حماية الحجر أحيطت المائدة بحزام حديدي أزيل في عام 1645 من قبل المسلمين. بعض الحجاج أشاروا حتى ابتداء من عام 1659 إلى علامات جسم يسوع التي انحفرت في الحجر. في نهاية القرن الـ 18 أقيمَ في المكان مصلى وفي عام 1861 بنيت الكنيسة من جديد وصارت تقام فيها القداديس بصورة منظمة.

## كنيسة يسوع الشاب (السالزيان)

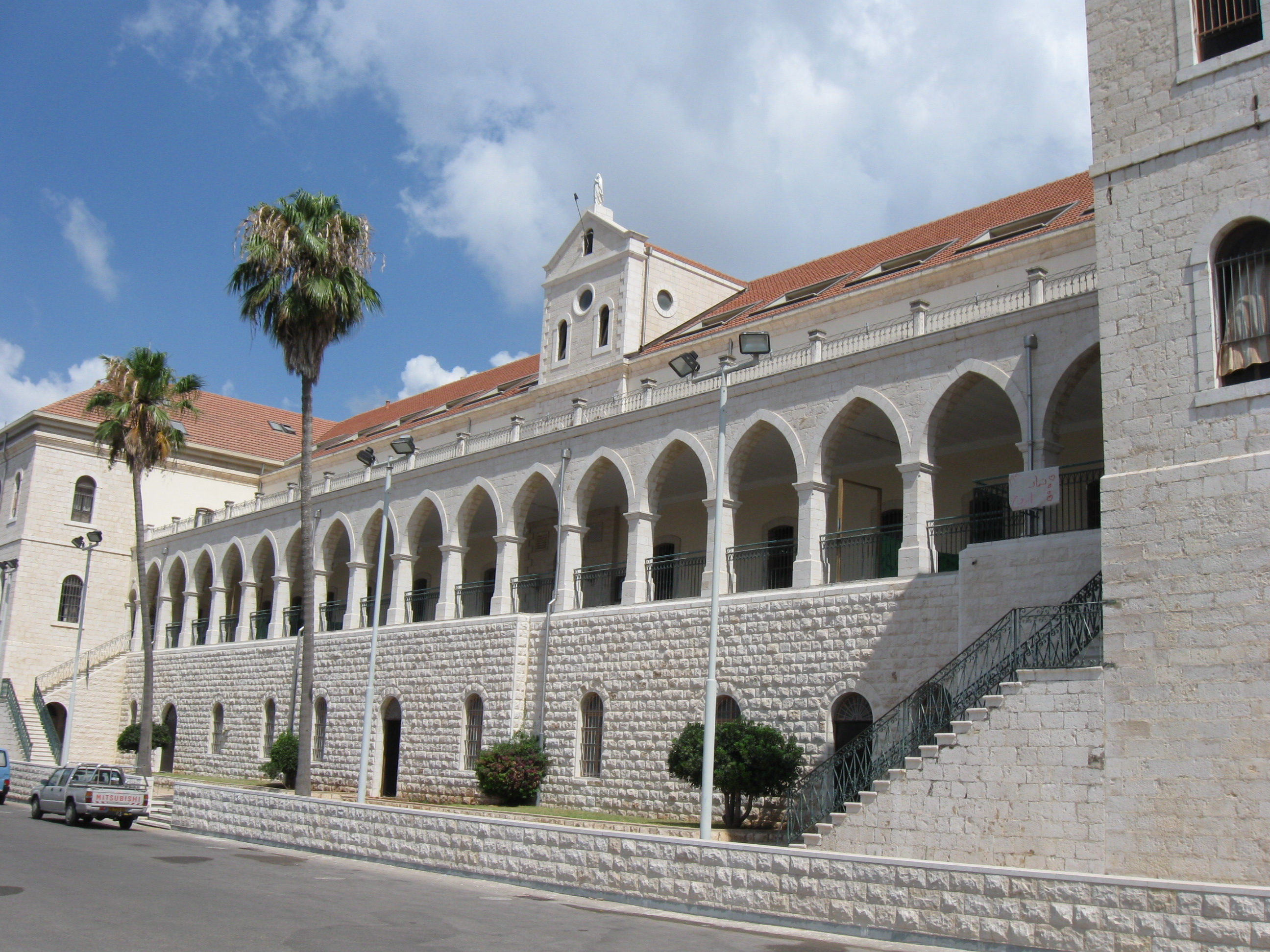
كنيسة السالزيان من الخارج

كنيسة يسوع الشاب (كنيسة السالزيان)، كما تلقب بلؤلؤة الناصرة، تقع على أعلى قمة في غرب المدينة ويمكن مشاهدتها من مسافات بعيدة تشكل نقطة بداية لرحلة مشي على الأقدام تنزل إلى السوق ومركز المدينة. الكنيسة، التي دُشنت في عام 1923، بنيت بأسلوب رومانسكي (أسلوب في التصميم المعماري من القرن الثاني عشر كانت بدايته في فرنسا) مع ساحة أعمدة واسعة حسب نموذج لكنيسة في فرنسا. على سطح الكنيسة تمثال رائع ليسوع الشاب، الفضاء الهائل للبازيليكا، وإمكانيات السمع والزجاج الملون المدهش الذي يخلق عرضا ضوئيا زاهي الألوان يضفي أجواء مقدسة مثيرة وتجعل من الكنيسة موقعًا مفضلا لإقامة الحفلات المقدسة. لوحة يسوع الشاب، المعلقة فوق المذبح، يتمشى في تلال الناصرة، تزيد من الشعور بالقداسة.

## كنيسة القديس انطون (الموارنة أو المارونية)
تقع في حي اللاتين بجوار «منزا كريستي»، وقد انتهى بناؤها عام 1774 بعد الحصول على موافقة الشيخ ظاهر العمر الزيداني وأطلق عليها اسم القديس انطونيوس. قرب الكنيسة تلة يبلغ ارتفاعها حوالي 6-7 أمتار وهناك من يقول إن يهود الناصرة أرادوا إلقاء يسوع منها بالذات. مؤخرًا، بنيت كنيسة مارونية جديدة لكن أبناء الطائفة يواصلون الاعتناء بهذه الكنيسة. الطائفة المارونية في الناصرة موجودة منذ أيام فخر الدين المعني الثاني من عام 1620. عدد أبناء الطائفة اليوم حوالي ألف شخص.

## الكنيسة المارونية الجديدة

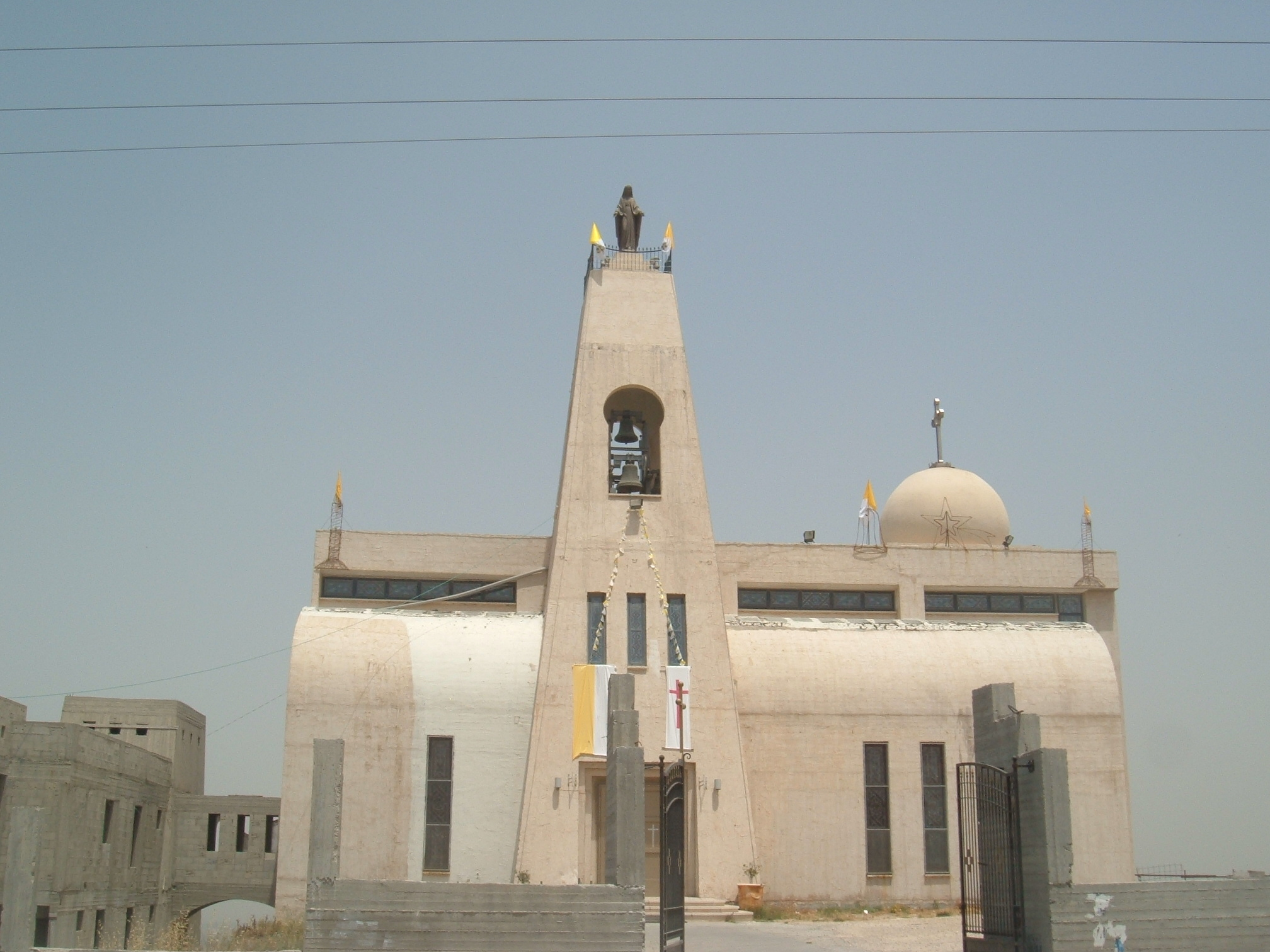
الكنيسة المارونية الجديدة

الكنيسة المارونية الجديدة، تقع بجوار دير يسوع الشاب، بنيت مؤخرًا من أجل تلبية احتياجات العبادة لدى أبناء الطائفة المارونية في الناصرة. المارونيون هم كاثوليك يطلق عليهم اسم مارون الذي تنقل في المنطقة، وقدم المواعظ للسكان وجمع حوله طائفة من المؤمنين. اليوم، يقع المركز الماروني في لبنان، مقر البطريرك الماروني. في الناصرة نجد اليوم حوالي 1000 ماروني. في الكنيسة الجديدة يمكن مشاهدة عرض فني لتماثيل ورسومات للفنانين الإيطاليين Tese وLamagna الذين يصفان الخوف الأم: حرب، مخدرات وموت.
المصدر:

## كنيسة يسوع الأنجيلية
كنيسة يسوع الأنجيلية معروفة أيضا باسم «كنيسة يسوع» أو «كنيسة المخلص».
في عام 1861 زار الناصرة بحارون بريطانيون، وعندما لم يجدوا فيها كنيسة توجهوا إلى رئيس الكنيسة الإنجيلية في إنجلترا للتذمر وطالبوه بإقامة كنيسة. بعد ذلك بعام واحد، في عيد الفصح عام 1862 زار الناصرة الأمير إدوارد أمير ويلز وتبرع لبناء الكنيسة، فقامت «الشركة التبشيرية الكنسية» ببنائها وتم تدشينها عام 1871. الكاهن السويسري جوزف تسيلر، الذي خدم الرعية طوال حوالي عشرين عامًا بذل قصارى الجهود لتنفيذ هذا المشروع. بنيت الكنيسة بأسلوب غوتي جديد حسب تخطيط المهندس السويسري شتدلر.
المصدر:

## كنيسة سيدة الرجفة ودير كلاريس
من المرجح أن هذه الكنيسة هي نفس الكنيسة التي كانت قائمة في القرن الثاني عشر وهي ملك للراهبات البندكتيات.
بنيت كنيسة «سيدة الرجفة» الأولى، كما يبدو، في الفترة الصليبية، في المدخل الجنوبي للمدينة على تلة تسمى «جبل الخوف» أو «تلة الزلزال» أو «دير البنات». وقد دمرت الكنيسة في القرن التاسع عشر فبنى الفرنسيسكان كنيسة جديدة في المكان عام 1876. يقع قرب الكنيسة دير كلاريس المسمى أيضا «نوتردام دي لابراوة».
صار هذا الموقع مقدسا، لأنه كما تروي لتقاليد، عندما علمت مريم بأن سكان القرية سيلقون ابنها يسوع من فوق الجبل إلى الهاوية سارعت إليه وعند الوصول إلى هذه التلة أصابها خوف شديد.

## كنيسة قصر المطران (سيدة الرجفة الأرثوذكسية)
مقابل كنيسة «سيدة الرجفة»، على قمة الجبل في القسم الجنوبي الشرقي لمدينة الناصرة، أقام الأرثوذكسيون كنيسة صغيرة. في هذا المكان، كما تروي التقاليد، وقع حدث «سيدة الرجفة». تم ترميم الكنيسة وهي اليوم مفتوحة امام المصلين والزوار.
بنيت الكنيسة في عام 1862 من قبل سيدة روسية تدعى ماريا كيسليفيه لذكرى سيدة الرجفة على مصير ابنها في الحادث الذي حاول السكان اليهود في الناصرة إلقاءه من قمة جبل القفزة. إلى جانبه، أقيم المنزل الصيفي الخاص بالأسقف اليوناني الأرثوذكسي وحاشيته. الكنيسة والمنزل الصيفي مهملان اليوم، لكن ما زلنا نستطيع ملاحظة بقايا رسومات القديسين.
المصدر: